# Clemenskirken
Denna artikel handlar om Clemenskirken i Oslo. För Klemenskirken i Trondheim, se Klemenskirken

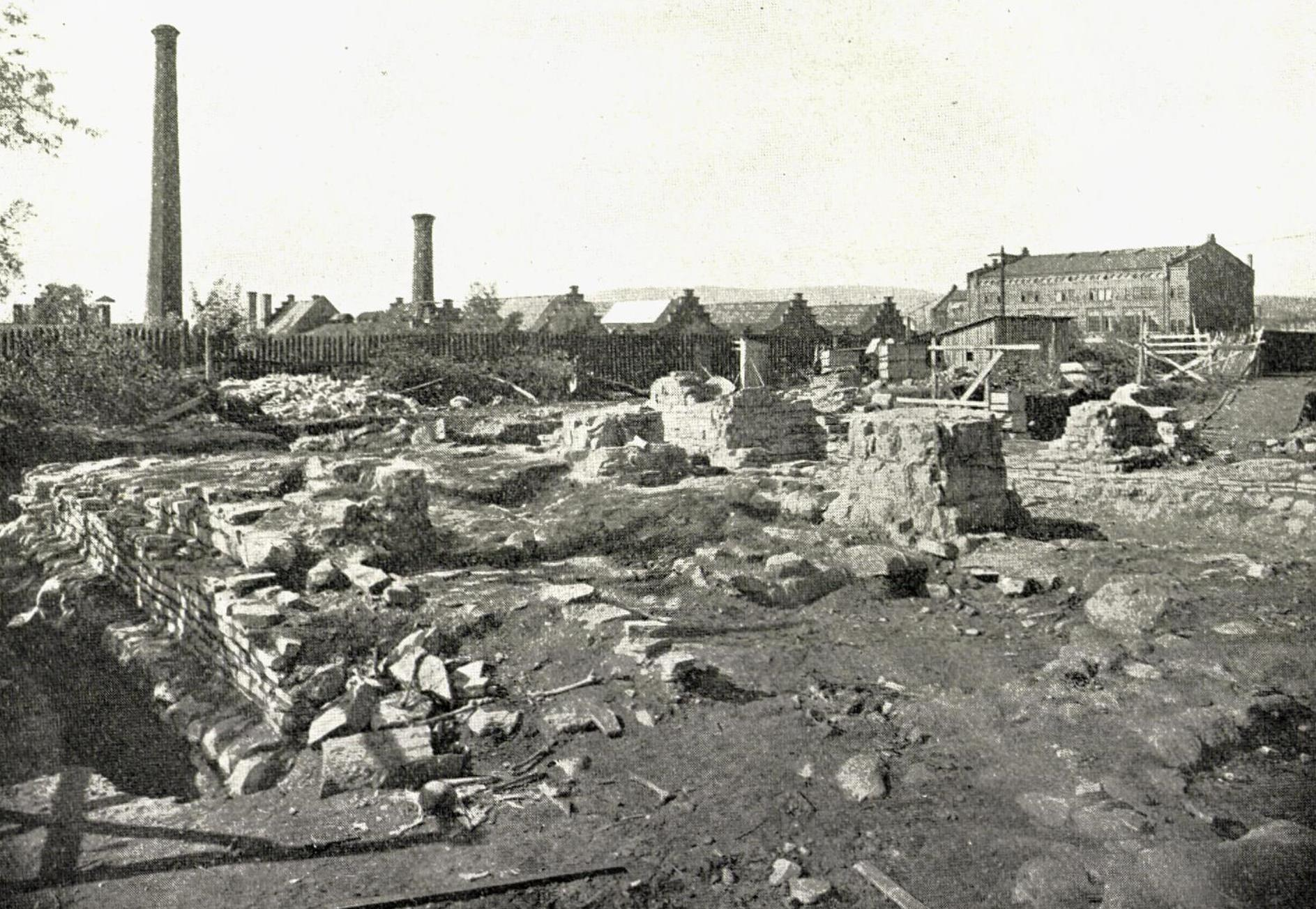
Utgrävningar av Clemenskyrkan, 1922

Clemenskirken var en norsk församlingskyrka från troligen 1130- eller 1140-talen, som låg vid korsningen av de medeltida gatorna Clemensallmenningen och Østre strete, norr om Kongsgården i södra delen av Medeltidsstaden i Oslo. Den frilagda kyrkoruinen finns idag i Middelalderparken. 
Det har troligen varit två, möjligen tre, träkyrkor på samma plats före stenkyrkan från 1300-talet. Den äldsta kan ha varit från omkring år 1000 och vara grundlagd av Olav Haraldsson eller Olav Tryggvason. Den yngsta träkyrkan lät troligen Harald Hårdråde bygga.
Under och omkring kyrkan har hittats rester av det som är en av Norges äldsta kyrkogårdar. De äldsta gravfynden är daterade från mellan 980 och 1030. Runt detta gravfält har den första stadsbebyggelsen i Oslo vuxit fram.
Clemenskirken togs ur bruk efter reformationen och bör ganska snart därefter ha rivits. Ruinerna grävdes ut 1921 av Gerhard Fischer. Under många år från början av 1960-talet till mitten av 1990-talet låg ruinerna dolda under motorledsbron Loenga bru. 
Åren 1970–1971 grävde arkeologen Ole Egil Eide vidare i marken under kyrkan och fann då spår efter 81 begravningar före anläggningen av stenkyrkan.  
Liksom Edmundskirken på Hovedøya har kyrkan en rektangulär, tvåskepps grundplan med kvadratiska mittpelare. Det har funnits tre sådana pelare, men grundmuren visar att det ursprungligen bara fanns två. I skeppets nordvästra hörn ledde en krökt trappa upp i ett torn. Intill västra delen av skeppet finns spår av ett litet vapenhus. Byggnadens väggöppningar och hörn var murade med kvadersten i kalksten, medan väggarna bestod av annan kalksten. Golvet i skepp och kor har bestått av kalkhällar. Det har återfunnits en kyrkogårdsmur parallellt med Østre strete i sydöst och Clemensallmenningen i nordöst. 

## Bildgalleri

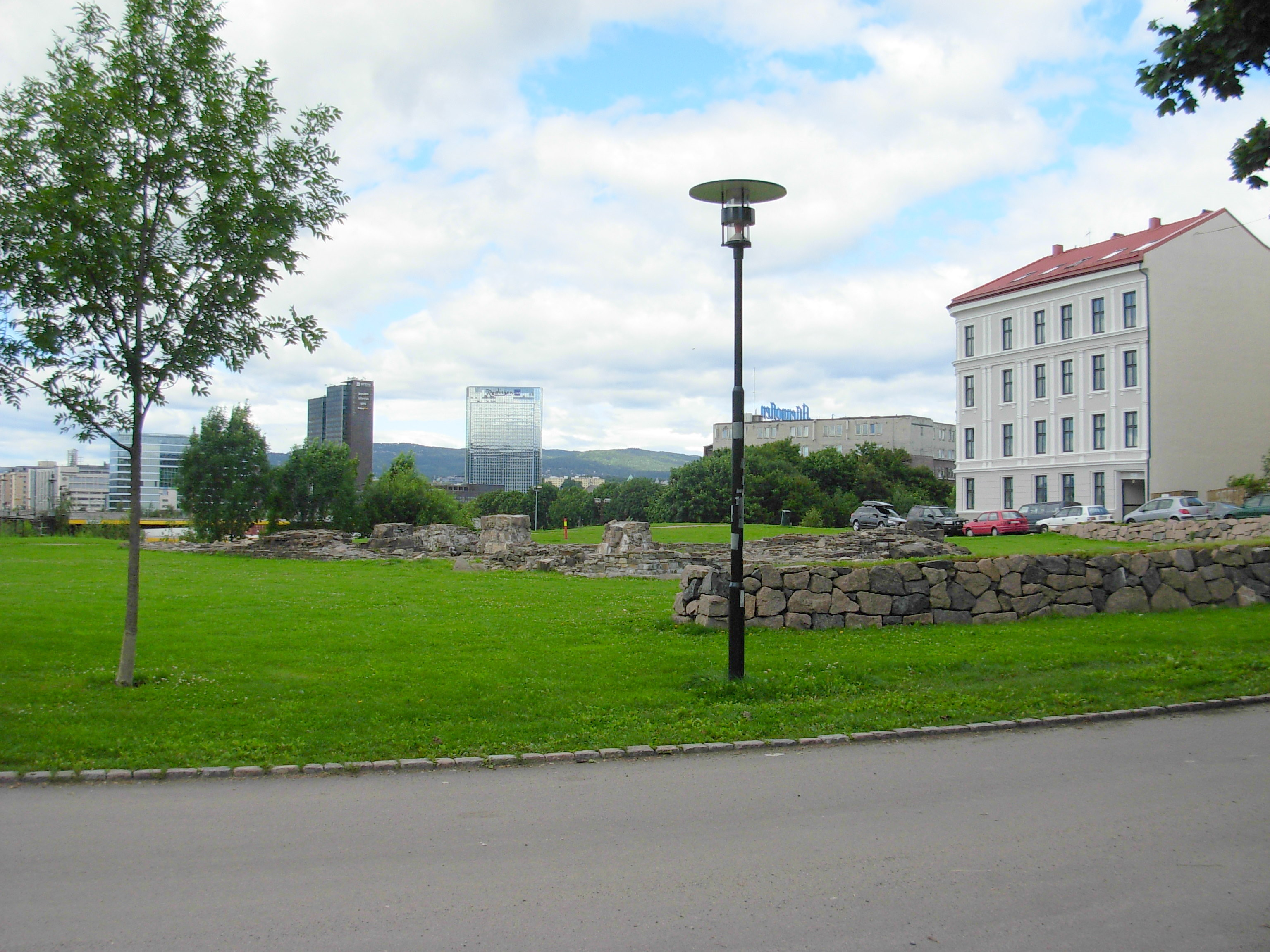
Kyrkoruinen 2007. Huset till höger är Kanslergate 2. I fonden ses kontorshus vid Dronning Eufemias gate.